# Thujacorticium
Thujacorticium là một chi nấm trong họ Cyphellaceae, thuộc bộ Agaricales. Chi này bao gồm hai loài nấm và được J. Ginns miêu tả khoa học lần đầu tiên vào năm 1988.